# Eleventh Air Force

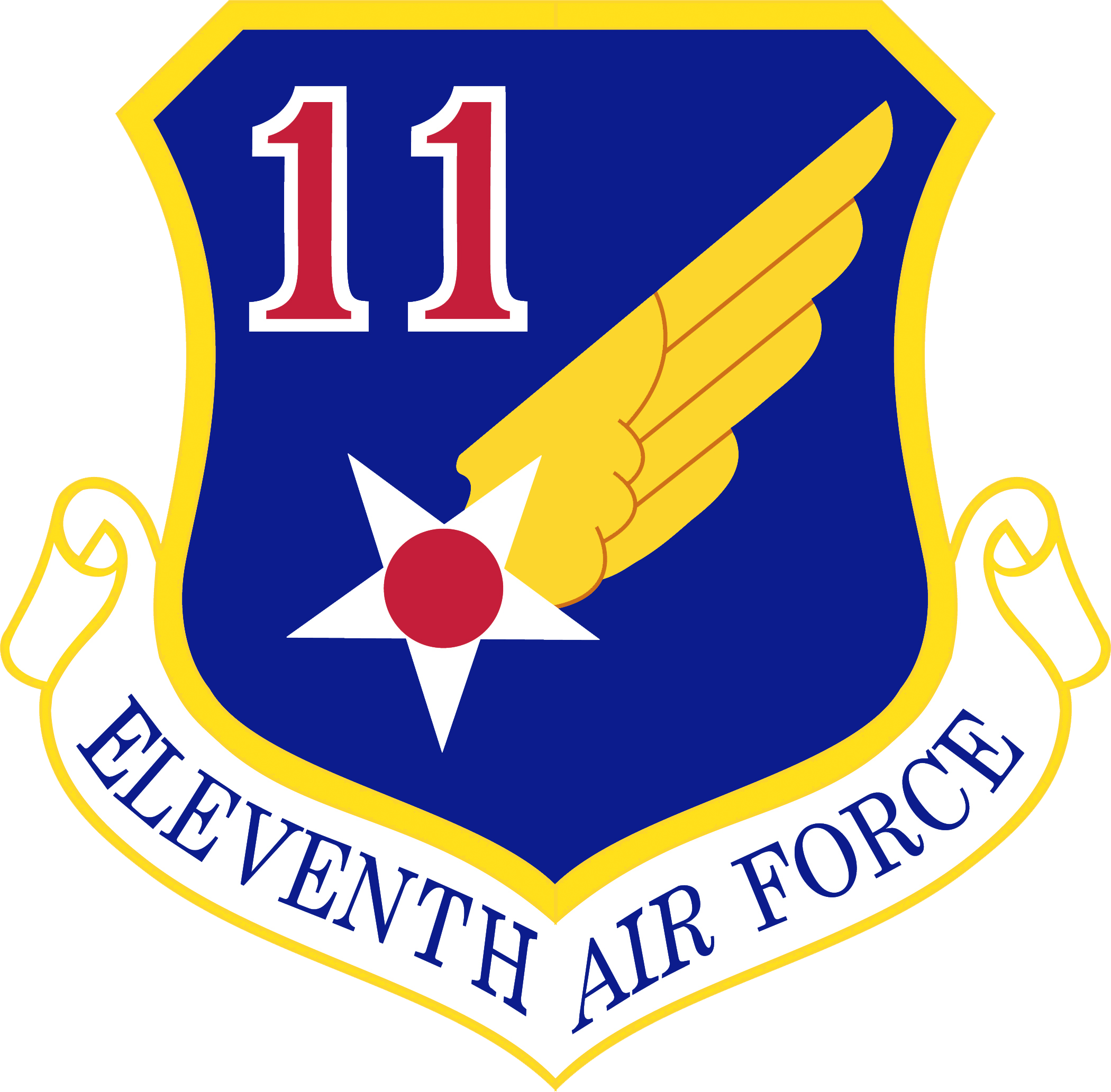
Abzeichen der Eleventh Air Force

Die Eleventh Air Force (11. Luftflotte) der United States Air Force ist auf der Elmendorf Air Force Base in Alaska stationiert und untersteht den Pacific Air Forces. Die Luftflotte unterstützt das United States Alaskan Command und die regionale für Alaska zuständige Abteilung des North American Aerospace Defense Command (NORAD). Aufgabe der Luftflotte ist die Luftverteidigung von Alaska und des angrenzenden Luftraums.
Gegründet wurde die Luftflotte im Dezember 1941 auf dem damaligen Elmendorf Air Field. Sie unterstand den United States Army Air Forces. Ursprünglich trug die Einheit die Bezeichnung Alaskan Air Force. Nach einigen Namenswechsel trug sie zwischen 1945 und 1990 den Namen Alaskan Air Command, ehe sie dann endgültig ihren heutigen Namen erhielt. Seit 1947 ist sie Teil der damals neugegründeten United States Air Force.
Während des Zweiten Weltkriegs war die Einheit mit der Verteidigung von Alaska und den Kämpfen um die Aleuten betraut. Dabei unterstützte sie unter anderem auch die amerikanischen Bodentruppen bei der Schlacht um die Aleuten und der Befreiung der Inseln von der japanischen Besetzung. Gleichzeitig wurden von dieser Luftflotte auch Militärausrüstungsmaterial in die damals mit den USA verbündete Sowjetunion geflogen.
Ab den 1950er Jahren war die 11. Luftflotte bzw. der Alaskan Air Command wie die Einheit damals offiziell hieß zur Zeit des Kalten Kriegs mit der Sicherung des Luftraums um Alaska betraut. Nach 1990 blieb das weiterhin ihre Hauptaufgabe. Allerdings wurde der vormalige Alaskan Command deutlich verkleinert und 1990 offiziell in 11. Luftflotte umbenannt.
Der 11. Luftflotte sind zurzeit folgende Geschwader unterstellt:
- 3. Geschwader (3rd Wing), Elmendorf AFB, Alaska
- 15. Geschwader (15th Wing), Joint Base Pearl Harbor-Hickam, Hawaii
- 36. Geschwader (36th Wing), Andersen Air Force Base, Guam
- 354. Kampfgeschwader (354th Fighter Wing), Eielson Air Force Base, Alaska

Jedes Geschwader besitzt eine Operations Group, der mehrere Staffeln (Squadrons) unterstellt sind.

## Liste der Kommandierenden Generale ab 1990
| Name                                 | Beginn der Berufung | Ende der Berufung  |
| ------------------------------------ | ------------------- | ------------------ |
| LTG Thomas McInerney                 | 9. August 1990      | 13. Juli 1992      |
| LTG Joseph W. Ralston                | 13. Juli 1992       | 29. Juni 1994      |
| LTG Lawrence E. Boese                | 29. Juni 1994       | 21. August 1996    |
| LTG Patrick K. Gamble                | 21. August 1996     | 18. Dezember 1997  |
| LTG David J. McCloud                 | 18. Dezember 1997   | 26. Juli 1998      |
| BG Tommy F. Crawford (kommissarisch) | 26. Juli 1998       | 3. Oktober 1998    |
| LTG Thomas R. Case                   | 3. Oktober 1998     | 26. September 2000 |
| LTG Norton A. Schwartz               | 26. September 2000  | 30. September 2002 |
| LTG Carrol Chandler                  | 30. September 2002  | 11. Oktober 2005   |
| LTG Douglas M. Fraser                | 11. Oktober 2005    | Mai 2008           |
| LTG Dana T. Atkins                   | Mai 2008            | November 2011      |
| LTG Stephen L. Hoog                  | November 2011       | 9. August 2013     |
| LTG Russell J. Handy                 | 9. August 2013      | 16. August 2016    |
| LTG Kenneth S. Wilsbach              | 16. August 2016     | 24. August 2018    |
| LTG Thomas A. Bussiere               | 24. August 2018     | 20. April 2020     |
| LTG David A. Krumm                   | 20. April 2020      | 11. August 2022    |
| LTG David S. Nahom                   | 11. August 2022     | 9. August 2024     |
| LTG Case Cunningham                  | 9. August 2024      | amtierend          |

Die Kommandeure der 11. Luftflotte führen in Personalunion auch das United States Alaskan Command und den für Alaska zuständigen Teil des North American Aerospace Defense Command (NORAD).